# Attakullakulla
Attakullakulla (c.1712-c.1782) fou un cap cherokee, també conegut en anglès com a Little Carpenter («petit fuster») i pare de Tsiyu Gansini.
Va néixer com Oukanaekah i va rebre més tard el nom Attakullakulla, «el que sap ben encaixar les coses», que els anglesos van traduir com petit fuster. Segons les fonts, això descriu el seu estil de lideratge i altres l'atribueixen a la seva estatura baixa i professió.
Va tenir un paper crític i decisiu en la configuració de les relacions diplomàtiques, comercials i militars amb els governs colonials britànics de Carolina del Sud i Virgínia.
El 1730 fou enviat a Anglaterra per Moytoy per a signar un tractat amb Jordi II. Va mantenir un gran ascendent sobre els cherokees, tot i no ser-ne el cap fins al 1760-1775. Va intentar mantenir bones relacions amb els anglesos, però el 1761 donaren suport Pontiac i els anglesos. Durant la revolta nord-americana del 1776 va donar suport als colons contra els anglesos, però tot i així va haver de cedir-les Tennessee i Kentucky.